# Виджилантизъм
Виджилантизмът е явление, при което гражданин (виджилант или виджиланте от англ. и исп. vigilante) или организация действа като правоприлагащи органи или в преследване на свои собствени представи за правосъдие, без да им е дадена такава власт по закон.
Макар жертвите на подобни неупълномощени официално от властта хора нерядко да са истински престъпници, виджилантите могат да имат собствени етически представи, различаващи се от общоприетия морал и в такъв смисъл те могат да намират за виновен човек, който според общоприетия морал е невинен; който не е доказан като престъпник по правилата за доказване в наказателното право; както и могат да налагат непропорционални според общия морал наказания за определени простъпки.

## Eтимология и определение
Думата идва от английското vigilante, където коренът ѝ е vigilance (бдителност) и испанското vigilante (бдителен, страж, пазач). В тези езици е възприета от латинското vigilantem (бдителен, загрижен, грижлив).
Според речника Мериъм-Уебстър виджилантът е „член на доброволчески комитет, организиран с цел да потисне или накаже престъпността; в по-широк смисъл: самоназначил се блюстител на закона“. Съгласно определението на речника на Лонгмън, такива групи наказват престъпниците незаконно, обичайно поради убеждението си, че полицията не върши това ефективно.

## Виджилантизмът в Съединените щати
Виджилантизмът се появява в Америка още през испанското управление.
След формирането на Съединените щати се появява гражданският арест, базиран на общото право и защитаван американската конституция, с който гражданин може да арестува човек, когото той е видял или подозира да прави нещо незаконно.
Точните обстоятелства, под които се е появил този вид арест, известен още като задържане, варират в различните щати.